# 甚长基线干涉测量

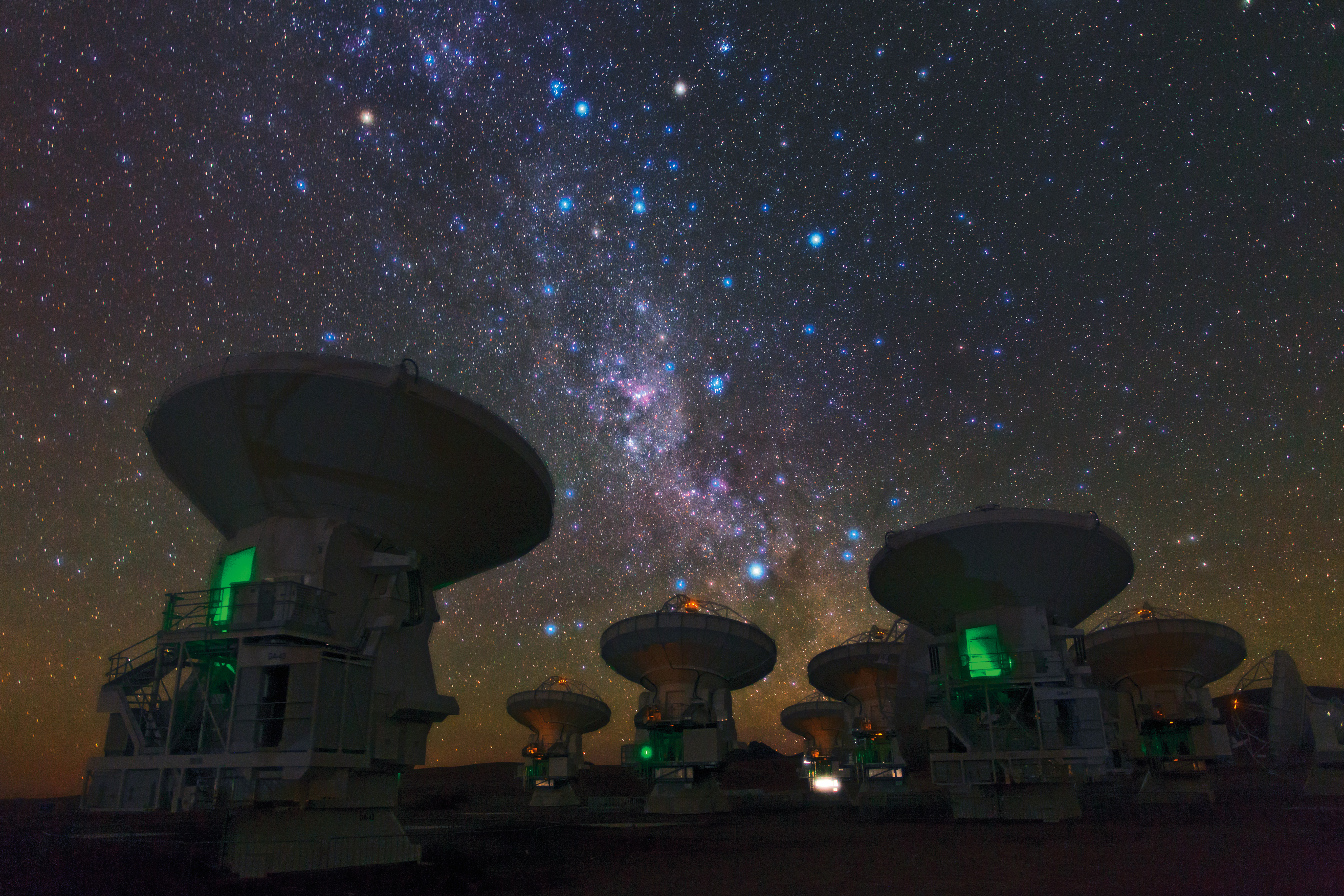
阿塔卡玛大型毫米波天线阵中的一些射电望远镜

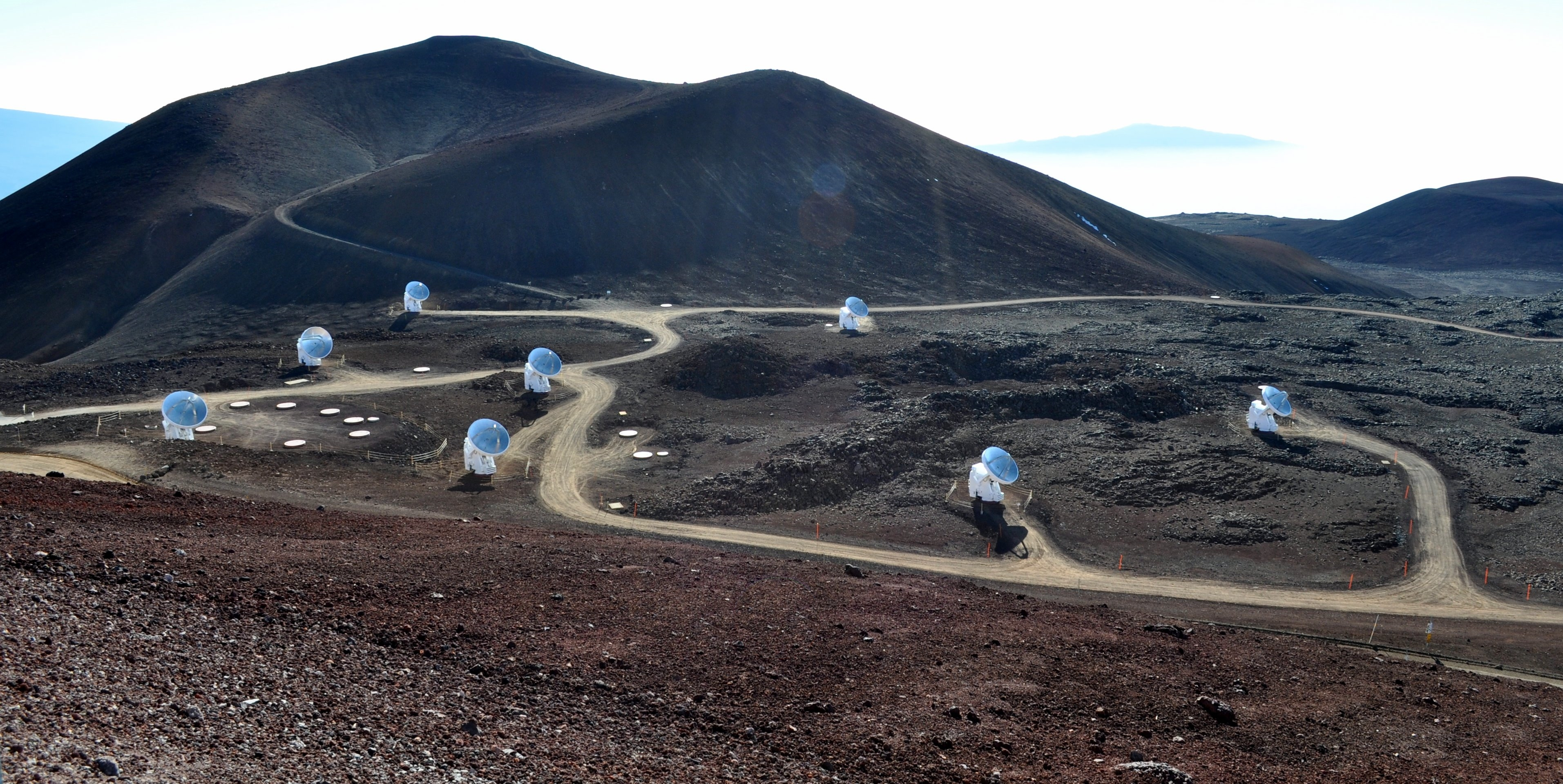
夏威夷莫纳克亚山天文台的八个次毫米波阵列望远镜

甚长基线干涉测量（英語：Very-long-baseline interferometry, VLBI），是射电天文学中使用的一种射电干涉测量技术。这种技术将来自不同天文望远镜的观测信号送往相关器进行联合处理，使其组成一台口径相当于多台望远镜之间距离的虚拟射电望远镜。通过对同一深空射电源进行测量，可以高精度地确定两台望远镜之间的距离和方向。其中，望远镜间的距离由射电信号到达两台望远镜中的天线的时间延迟差确定，望远镜间的方向则通过其与射电源方向的夹角确定。
在干涉测量技术中，望远镜的角分辨率与其口径的宽度成正比。在传统的联线干涉测量技术中，望远镜需要通过电缆、波导管和光纤等传输方式进行联接，使得干涉测量基线的长度受到限制。甚长基线干涉测量技术通过高精度、高稳定性的原子钟和高密度的记录设备，将信号与其被接收的时刻相关联，并通过事后回放的方式对观测数据进行比对，从而使望远镜之间的距离不再受到联线干涉测量中电缆距离的限制。因此，组成干涉测量基线的望远镜之间的距离可以跨越大洲，达到数千甚至上万公里。通过发射卫星天线到太空中，干涉测量基线的距离还可以超越地球的直径，并使对流层和电离层对观测信号的影响得以被消除或减弱，这一技术又被称为太空甚长基线干涉测量（英語：Space VLBI, SVLBI）技术。
甚长基线干涉测量技术可用于天文测量，其高分辨率的特性使其能获得深空射电源的清晰图像，并对航天器进行精密的定位。而天文测量技术也能用于大地测量领域，解决地球的定位和定向问题，建立稳定的参考系统和參考框架，以毫米级的精度测定板块间的运动参数等。

## 基本原理

### 干涉测量
根据瑞利判据，光学仪器的角分辨率 {\displaystyle \theta } 与入射电磁波的波长 {\displaystyle \lambda }，以及该仪器的口径 {\displaystyle a} 的关系式为 {\displaystyle \theta =\lambda /a}. 即在观测的电磁波波长不变的情况下，仪器的口径越大，其角分辨越小，分辨能力越高。对于射电天文学，其观测的电磁波波段为无线电波，其波长在毫米级以上，比波长在亚微米级的可见光要长数千到数十万倍。为达到与光学望远镜相同的分辨率，早期的射电望远镜只能寻求更大的口径，但仍难以满足天文观测的需要。

### 基线测量
对于位置不同的望远镜，来自同一射电源的光线会在不同的时刻进入望远镜的接收天线，这两个时刻的时间间隔被称为时间延迟差。时间延迟差即包含了光在传播距离上的差异（即两个天线之间的几何延迟差），也包含了传播过程中受地球大气、天线的接收和处理装置，以及望远镜所使用的原子钟的同步误差等。因此，两台望远镜所观测到的，来自同一射电源的信号是不同步的，两者经过相关处理后能够得到干涉条纹。在理想状态下，时间延迟差的真实值 {\displaystyle {\tilde {\tau }}}、两个天线所组成的基线向量 {\displaystyle {\vec {b}}}，以及射电源方向相对于基线的夹角 {\displaystyle \theta } 可组成如下的观测方程：
{\displaystyle {\tilde {\tau }}={\frac {1}{c}}\lVert {\vec {b}}\rVert \cos {\theta }}
其中，{\displaystyle c} 为光速。由于射电源与地球的距离远大于基线的长度，射电源几乎是平行地入射到两台望远镜内，因此 {\displaystyle \theta } 对于两台望远镜是几乎相同的。

## 系统组成
甚长基线干涉测量系统主要由天线、接收机、数据记录终端、原子钟和时间同步系统以及相关处理系统等部分组成。射电源的电磁波信号通过抛物面状的反射天线面集中到天线馈源，由馈源转换为高频电信号并传输给接收机。接收机对高频电信号进行放大后，混频到中频的基带信号上，使信号能够记录于数据记录终端中。原子钟负责提供高频率和高稳定度的频率基准，为数据记录提供精确的记录时间，时间同步系统则负责将不同来源的时间比对到统一的标准时间上。相关处理机则对记录到的观测信号进行相关处理和分析，得到干涉测量图像、信号间的时间延迟差和时间延迟率等基本观测量。